# Karàkol (Altai)
|  | Per a altres significats, vegeu «Karakol». |

Karàkol (en rus: Каракол) és un poble de la república de l'Altai, a Rússia, que el 2016 tenia 411 habitants, pertany al districte d'Ongudai.